# Neo-anabaptisme
El neo-anabaptisme és un moviment teològic cristià de finals del segle XX i principis del XXI inspirat en el anabaptisme clàssic. D'acord amb Stuart Murray, els neo-anabaptistes "s'identifiquen amb la tradició anabaptista i s'alegren de ser coneguts com a anabaptistes, però no tenen vincles històrics o culturals amb cap denominació relacionada amb els anabaptistes⁣".

## Història i creences
El sociòleg James Davison Hunter i el ministre anabaptista Stuart Murray han escrit extensament sobre el neo-anabaptisme, descrivint el moviment en llibres com To Change the World: The Irony, Tragedy, and Possibility of Christianity in the Late Modern World i The Naked Anabaptist, respectivament.
El neo-anabaptisme es caracteritza per ser unificat, però no monolític, perquè generalment els diferents adherents d'aquest corrent teològic estan d'acord en l'ètica, però pertanyen a diverses denominacions cristianes diferents i, per això, poden diferir en molts punts teològics. El que els uneix, això sí, prové d'un enfocament general en la no-violència i l'ètica del Sermó de la Muntanya en lloc d'optar per adherir-se a credos doctrinals definits i estrictes o romandre a la mateixa exacta denominació cristiana.
El moviment del Nou Anabaptisme ha estat comparat amb el Nou Calvinisme, pel que fa a què els defensors d'ambdós moviments solen estar presents a diferents denominacions variades, no pas en una sola. Això sí, ambdós grups estan units en la seva teologia (fins a cert punt). En cada cas, s'inspiren en individus i moviments de l'era de la Reforma, tant en el vessant convencional com en el vessant radical (per exemple, Martí Luter, ⁣Joan Calví, Joan Knox, Jonathan Edwards o Martí Bucer pel que fa al <i>Nou Calvinisme</i>; teòlegs anabaptistes i els seus avantpassats doctrinals com Baltasar Hubmaier, Ulrich Zwingli, Menno Simons i Jacob Hutter pel que fa als neo-anabaptistes).
Els anabaptistes originals van ser etiquetats com a "anabaptistes" pejorativament, ja que els crítics van usar el terme per a ressaltar l'obsessió percebuda del moviment amb el baptisme dels creients (credo baptisme i/o <i>re-baptisme</i>), o el baptisme per immersió de tot el cos en aigua. Els neo-anabaptistes també poden veure un paral·lel històric (amb aquest sentit pejoratiu del terme) en l'article de l'autor i teòleg calvinista estatunidenc Kevin DeYoung per al mitjà The Gospel Coalition titulat "Els neo-anabaptistes". En l'article, DeYoung va qualificar a diversos ministres i teòlegs amb els quals ell no està d'acord com "neo-anabaptistes", inclosos Scot McKnight, Rob Bell, Brian McLaren, Jim Wallis, Ron Sider i Shane Claiborne. Si bé no s'ha registrat que Bell, McLaren i Wallis s'identifiquin com neo-anabaptistes, McKnight i Sider sí que s'associen amb la terminologia, mentre que Claiborne ha expressat el seu suport a la teologia anabaptista i ha escrit per a la revista mennonita Anabaptist World. Malgrat els seus desacords amb ells, DeYoung va descriure amb precisió com tals teòlegs, en el seu èmfasi en "temes de pacifisme, comunalisme i l'èmfasi en els manaments ètics de Jesús", han estat els productes teològics de l'anabaptisme del segle XVI, que de manera similar va abraçar "un fort èmfasi en els manaments del Sermó de la Muntanya... va rebutjar l'ús del jurament per part dels cristians, es va oposar a anar a la guerra i va negar els drets dels cristians a utilitzar els tribunals civils". Greg Boyd és sovint considerat un prominent neo-anabaptista en el cristianisme estatunidenc.